# Abubaker Kaki Khamis
Abubaker Kaki Khamis, född 21 juni 1989 i Muglad i Västra Kordofan (i nuvarande Janub Kurdufan), död 12 april 2025 i Al-Fashir i Norra Darfur, var en sudanesisk medeldistanslöpare som specialiserade sig på 800 meter, och fick sitt stora internationella genombrott under inomhussäsongen 2008 då han vann guld vid inomhus-VM 2008 i Valencia. Han tog sig till semifinal vid OS i Peking 2008.
Vid VM 2009 tog han sig vidare till semifinalen där han avbröt loppet. Han var tillbaka till inomhus-VM 2010 i Doha då han vann loppet på tiden 1.46,23. Han deltog vidare vid VM 2011 i Daegu då han blev silvermedaljör slagen av David Lekuta Rudisha.
Den 12 april 2025 dödades Kaki Khamis i Al-Fashir i Norra Darfur av artilleribeskjutning utförd av Rapid Support Forces (RSF; mestadels bestående av den tidigare Janjawid-milisen). Detta skedde under det pågående inbördeskriget i Sudan.

## Personliga rekord
- 800 meter - 1.42,23 från 2010